# Monique Crouillère
Monique Crouillère est une réalisatrice, directrice de la photographie, scénariste et monteuse canadienne. Elle a fondé Vues d'Afrique.

## Filmographie

### Comme réalisatrice
- 1976 : Shakti
- 1986 : Les Gens du fleuve
- 1988 : D'un coup de pinceau
- 1989 : Ferron, Marcelle
- 1990 : L'Invincible (Mali - Afrique)
- 1991 : Céline au Mali

### Comme directrice de la photographie
- 1974 : Paow, Paow, t'es mort!
- 1975 : Boo Hoo
- 1976 : Shakti
- 1978 : Psi: Au-delà de l'occultisme
- 1986 : Les Gens du fleuve

### Comme scénariste
- 1989 : Ferron, Marcelle
- 1990 : L'Invincible (Mali - Afrique)
- 1991 : Céline au Mali

### Comme monteuse
- 1990 : L'Invincible (Mali - Afrique)